# 森田成美
森田 成美（もりた なるみ、1997年7月25日 - ）は大阪府出身、元サンズエンタテインメント所属のジュニアモデル。

## 人物
- 趣味は、ダンス。
- 特技は、習字。
- 兵庫県立芸術文化センター主催音楽劇「赤毛のアン」にアン役で出演
- 2010年第9回ラブベリー専属モデルオーディション特別賞を受賞し、同誌6月号より登場。
- オーディションを受けたのは、第9回ラブベリー専属モデルオーディションが2回目である。
- 好きな歌手は、EXILEと西野カナ。
- 好きなブランドは、ラヴァップとピンクラテ。

## 出演

### 雑誌
- ラブベリー （2010年6月1日 - 2012年3月号、徳間書店）専属モデル

### イベント
- K-Paretteダンスコンテスト
- 東成区民祭り
- 阪急イングスダンスイベント